# Lokomotiva 556.0
Lokomotivy řady 556.0 jsou typem parních lokomotiv pro těžkou nákladní dopravu, vyráběným v plzeňské Škodě (v době výroby pod názvem Závody V. I. Lenina) v letech 1951–1958 v celkovém počtu 510 kusů a známým pod přezdívkou „štokr“. Díky tomu jde o nejdokonalejší nákladní lokomotivy československé provenience a také vůbec nejpočetnější typ parních lokomotiv v tuzemsku. Lokomotivy byly určeny pro nejtěžší nákladní vlaky na hlavních tratích napříč celým Československem. Ke konci provozu se dostaly i na méně významné výkony na vedlejších tratích, kde dosluhovaly až do úplného konce parního provozu v roce 1981. Několik lokomotiv bylo zachováno jako historických a jeden stroj je veden v provozuschopném stavu jako muzejní vozidlo – jde o stroj čísla 036.

## Vývoj a výroba

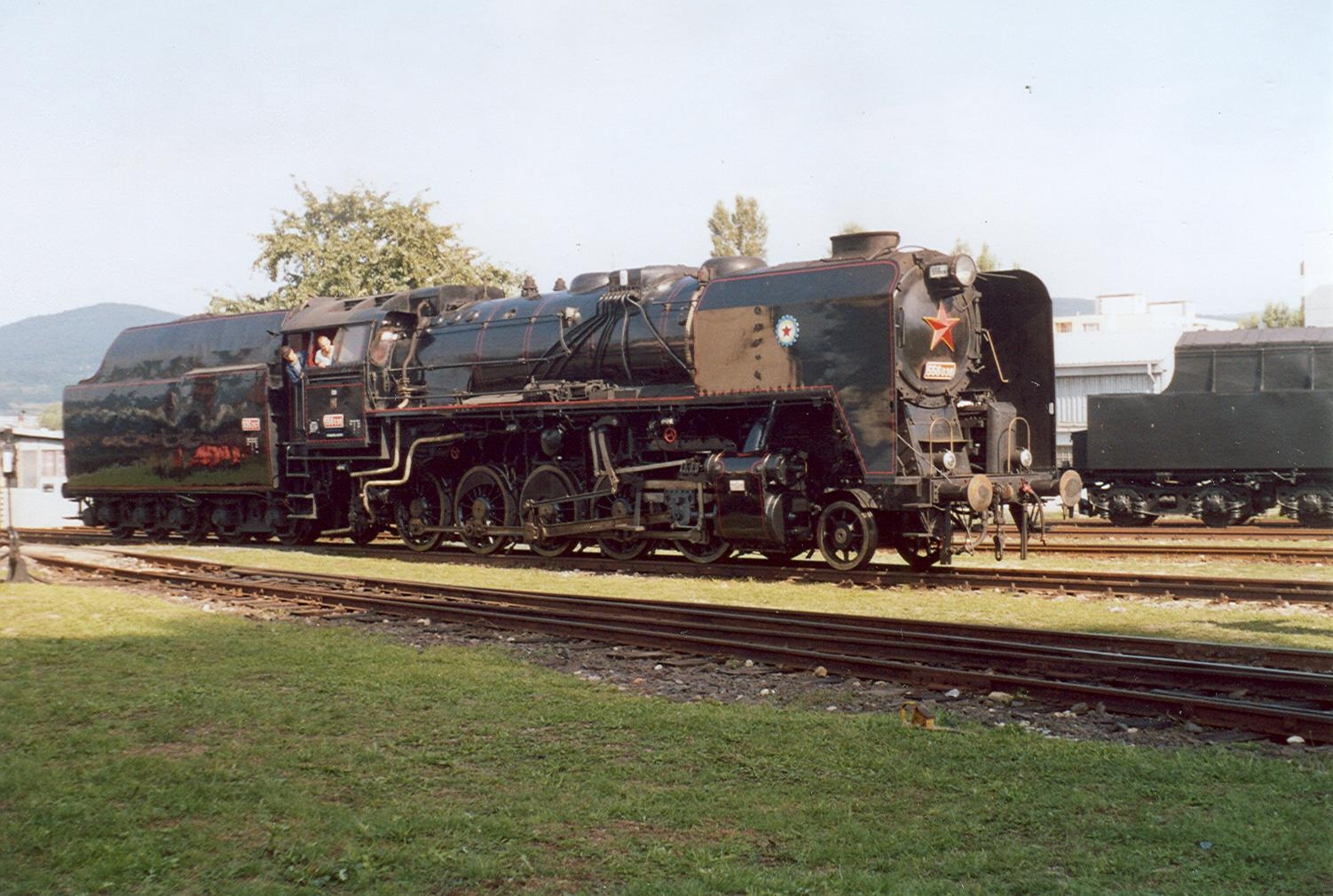
Lokomotiva 556.036 v Bratislavě

Vznik lokomotiv řady 556.0 se datuje na období krátce po druhé světové válce, kdy byla prováděna komplexní obnova železnic a mezi jeden z vážných problémů patřil nedostatek výkonných nákladních lokomotiv, schopných dopravovat stále rostoucí objem zátěže.  Již od roku 1945 sice probíhala výroba řady 534.0, která situaci zlepšila, byla však již v době výroby brána za neperspektivní a do budoucna nedostačující. Koncem 40. let proto podávají ČSD prostřednictvím ministerstva dopravy požadavek na výrobu výkonných nákladních lokomotiv nové konstrukce.
První lokomotivu 556.001 dráhy převzaly dne 7. 2. 1951 a postupně byly doobjednávány další série. Původně uvažovaný počet lokomotiv byl několikrát překročen a celkového počtu 510 vyrobených strojů bylo dosaženo na jaře 1958 převzetím poslední lokomotivy 556.0491 z 6. výrobní série (lokomotiva nejvyššího čísla 556.0510 byla dodána o několik dní dříve). Cena jedné lokomotivy činila 902 675 Kčs včetně tendru. Zároveň šlo o zcela poslední parní lokomotivy na normální rozchod 1 435 mm, vyrobené v tuzemsku. Nešlo však o poslední vyrobený typ, kterým se staly dva stroje řady 464.2 taktéž ze Škody, jenž opustily brány závodu v roce 1956. Ty ale byly určeny pro osobní dopravu a jejich počet zůstal u dvou vyrobených prototypů.

## Technický popis
Na základě zkušeností z provozu německé válečné lokomotivy řady 52 (u ČSD označené řadou 555.0), které za války vyráběly lokomotivky v třinácti evropských továrnách na územích okupovaných nacistickým Německem včetně plzeňské Škodovky, se s výhodou využila osvědčená konstrukce pojezdu 1´E s pouze jedním dvojkolím běhounů a pěti spřaženými hnacími dvojkolími. Díky zesílení konstrukce mírně narostla nápravová hmotnost na 16 tun, což se projevilo i v označení novou řadou 556.0.

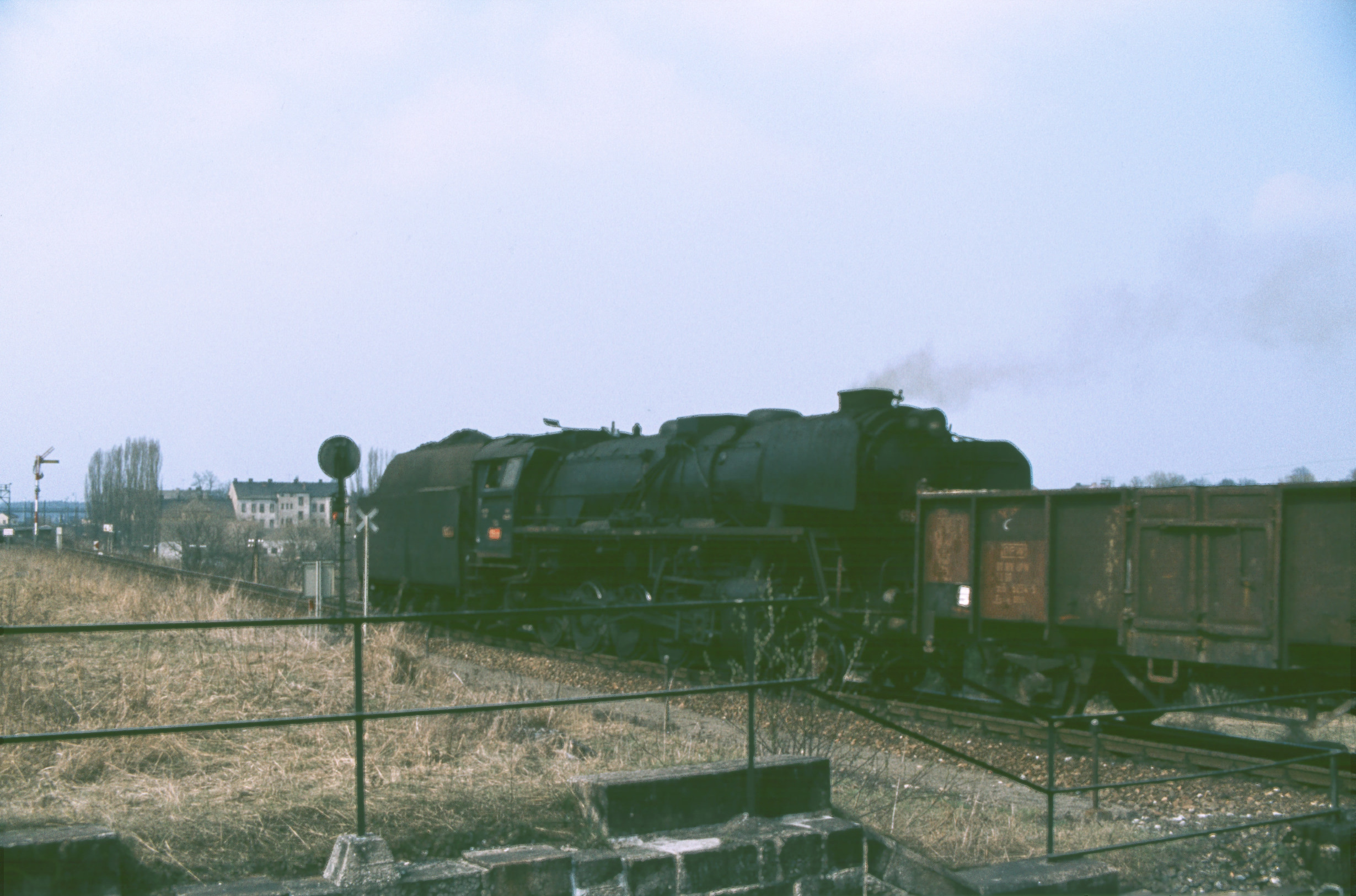
Stroj řady 556.0 u Gmündu

Kotel byl konstruován na základě nejnovějších poznatků ze stavby lokomotiv a některých konstrukčních uzlech shodný s tehdy vyráběnou řadou 475.1; hlavní rozdíly jsou především v oblasti pístů, šoupátek, křižáků, kluzných klínů a servomotoru. Lokomotivy také byly již z výroby vybaveny šnekovým mechanickým přikladačem typu Standard Stoker (díky kterému poté získaly přezdívku štokr) a moderní dyšnu Kylchap. Prvních 80 kusů lokomotiv mělo velké usměrňovače kouře, které byly od čísla 81 zjednodušeny. Počátkem 50. let byly ve Škodě objednány rychlíkové lokomotivy řady 498.1 a pro zjednodušení vývoje a dostatečný výkon u nich byl použit kotel právě z řady 556.0 s patřičnými úpravami a zvýšeným výkonem až na hodnotu 2 000 kW.
K lokomotivám byl také navržen zcela nový typ tendru pod označením 935.2. Jeho vývoj se však protáhl a první zkušební jízdy lokomotivy absolvovaly se staršími tendry 930.2 od lokomotiv řady 555.0. Tendry řady 935.2 začaly být vyráběny v Tatře Kolín (s přispěním Škodových závodů) až roku 1952 a ke starším lokomotivám dodány se zpožděním. Tento tendr byl také později použit u lokomotiv řady 498.1.

## Provoz

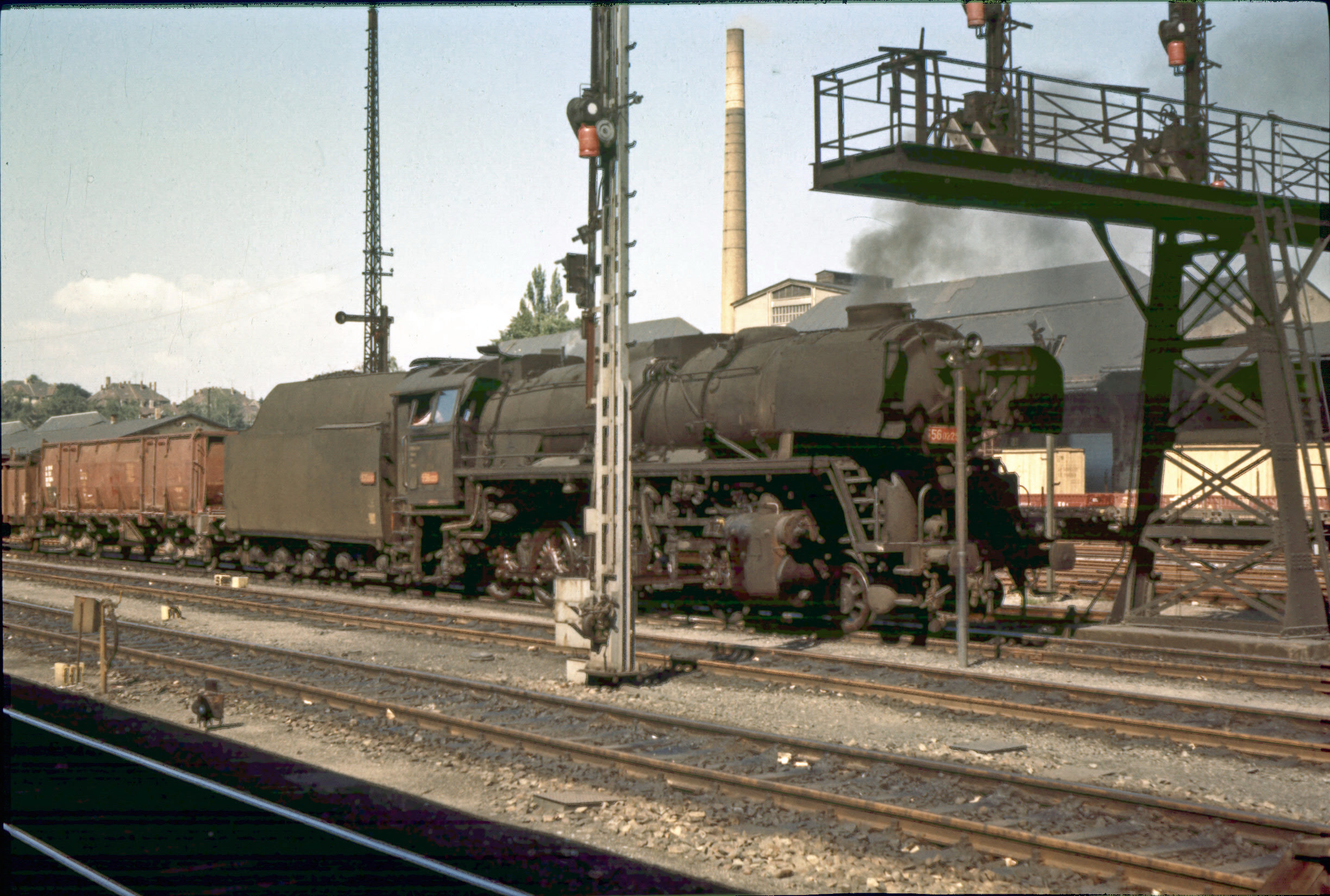
Stroj 556.0225 v Žitavě v roce 1979

Po vyrobení nastoupily nové lokomotivy do dopravy nejtěžších nákladních vlaků v síti ČSD. Díky tomu byly používány i v době těžkotonážního hnutí k vedení mnoha rekordních vlaků. Lokomotivy řady 556.0 drží stále platný rekord v podobě nejtěžšího vlaku na území Československa – dne 20. prosince 1958 odvezly stroje 556.0338 a 556.020 z depa Přerov z Kojetína do Ostravy vlak o 121 vozech a hmotnosti 8 272 tun (v úseku Přerov – Hranice na Moravě s pomocí postrkového stroje 556.0155). Podobné rekordy byly zaznamenány na více tratích, kde lokomotivy několikrát vedly vlaky i o hmotnosti přes 5 000 tun. Vzhledem k faktu, že takto těžké a dlouhé vlaky často komplikovaly provoz, po oslabení pozice těžkotonážníků počátkem 60. let už k mnoha takovýmto výkonům nedošlo.
Počet více než 500 vyrobených strojů způsobil, že se řada 556.0 rozšířila napříč celým Československem a sloužila ve většině dep na hlavních tratích. Nezřídka byly lokomotivy využívány i v osobní dopravě jako záskok při nedostatku jiných řad. Postupující elektrifikace od konce 60. let způsobila úbytek výkonů a lokomotivy odcházely i na méně zatížené tratě nahradit starší typy lokomotiv, které byly vyřazovány. Zároveň byly odstaveny i některé stroje řady 556.0 po nehodách či pro špatný technický stav.
Po roce 1977 zbyly „štokry“ mezi poslední provozními parními lokomotivami a stále sloužily v nákladní dopravě především tam, kde ztroskotaly pokusy o nasazení lokomotiv motorových především pro jejich vysokou poruchovost. Právě časté neschopnosti zejména u zánovní řady T 478.3 z ČKD způsobovaly nutnost udržení řady 556.0 v provozu. Na začátku nové dekády už zůstaly v provozu pouze lokomotivy na podřadných výkonech, kde by byly motorové lokomotivy málo efektivně využité nebo nevhodné. Ještě v roce 1980 sloužily některé lokomotivy na manipulačních a pomocných vlacích v několika lokalitách, například v depech Jaroměř, Plzeň a také Sokolov, kde zůstalo v provozu více lokomotiv. Zcela poslední výkony řady byly zaznamenány na jaře roku následujícího, mezi nimiž vyniká stroj 556.0506, vozící mezistátní expres Vindobona přes státní hranici mezi Českými Velenicemi a rakouským Gmündem místo poruchového a slabého stroje řady T 466.0. Naposledy byl takto vystaven 1. dubna 1981. Většina odstavených lokomotiv nebyla ihned sešrotována, ale ještě použita jako vytápěcí kotle v depech či odprodána mimo ČSD.
„Štokry“ byly na svou dobu moderní výkonné lokomotivy s vynikajícími trakčními vlastnostmi při relativně nízké adhezní hmotnosti, které zvládaly do té doby nevídané zátěže. Rekordy řady 556.0 byly překonány teprve až v době elektrických lokomotiv.

## Zachované lokomotivy
Z 510 vyrobených strojů se do současnosti zachovaly jeden provozuschopný a vícero parních kotlů, případně neprovozních strojů. Jediným provozuschopným zástupcem je lokomotiva 556.036 z první vyrobené série, která je deponována ve Vrútkách. Jako neprovozní exponáty byly zachovány stroje 556.0271 (muzeum ČD Lužná u Rakovníka), 556.0506 (deponován v České Lípě) a poslední vyrobený 556.0510, uchovaný v depozitáři Národního technického muzea v Chomutově.

## Galerie

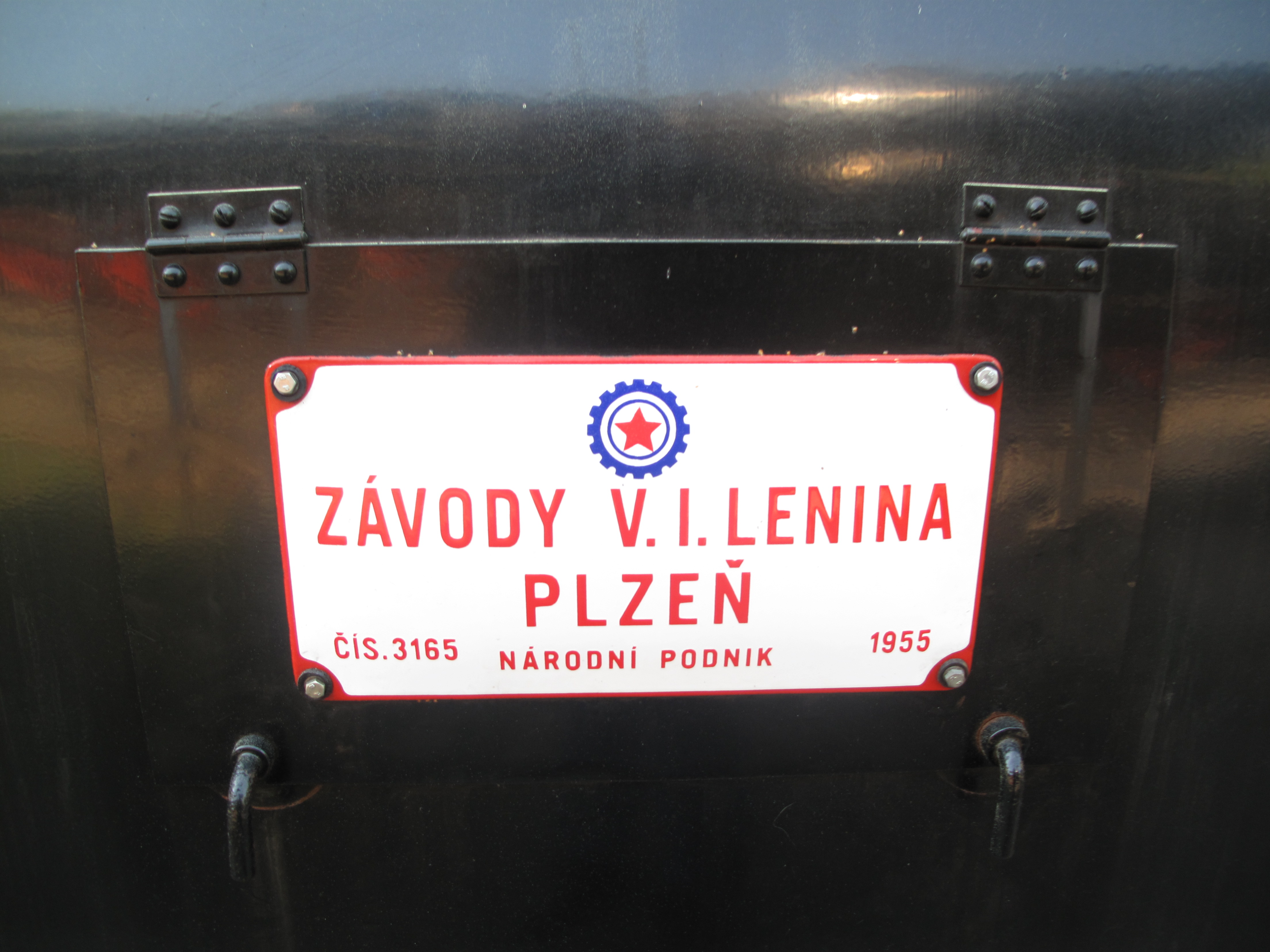
Výrobní štítek
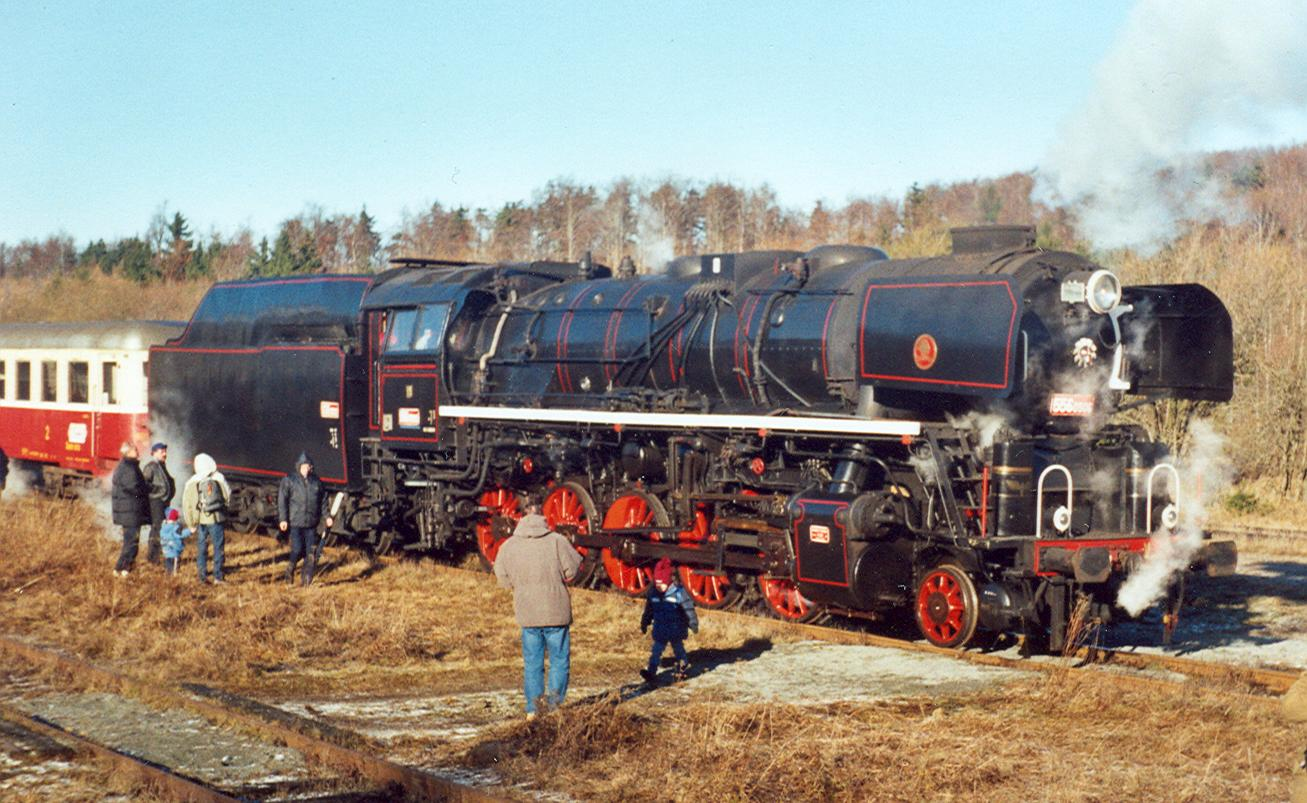
Muzejní lokomotiva 556.0506 při jízdě v Moldavě v Krušných horách
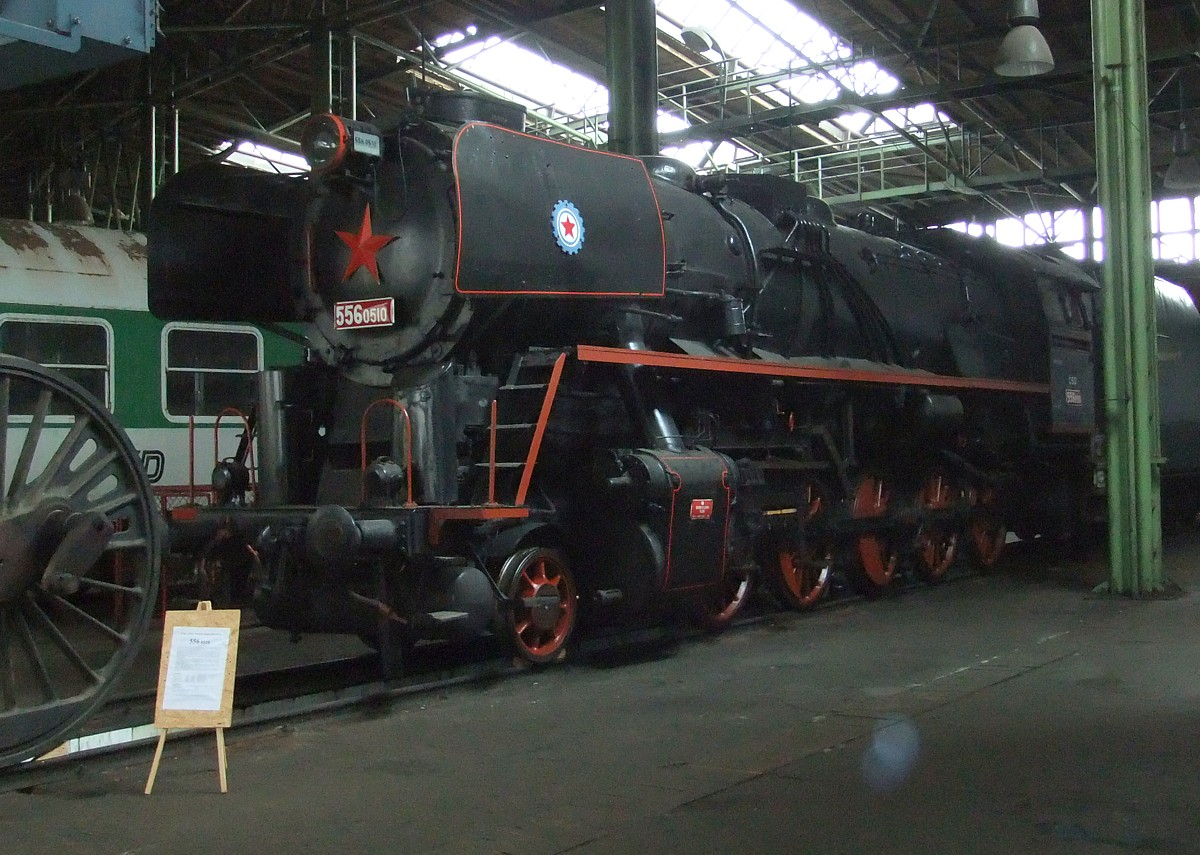
Poslední vyrobená lokomotiva 556.0510 v chomutovském depozitáři